# Баллистическая станция
Баллистическая станция — это специализированное устройство для замера дульной скорости выстреливаемого из
артиллерийского орудия снаряда.
По своему принципу работы оно является специализированной доплеровской радиолокационной станцией. Кнопка начала измерения механически соединяется со спусковым механизмом орудия и после выстрела баллистическая станция посылает зондирующий радиочастотный импульс, который отражается от днища
улетающего снаряда со сдвигом частоты благодаря эффекту Доплера. Отражённый импульс поступает в приёмник баллистической станции, где электронный блок вычисляет разность частот и пропорциональную ей скорость снаряда. Результат выводится на индикаторную панель. Наиболее совершенные модели баллистических станций способны служить автоматическим устройством ввода данных о скорости снаряда в боевые информационно-управляющие системы для оперативного вычисления поправок в установки для стрельбы.
Расчёт поправок на начальную скорость снаряда является частью баллистической подготовки. Он является необходимым условием для точной стрельбы, поскольку данные о дальности стрельбы приводятся для нового орудия. По мере его использования происходит так называемый разгар ствола (а у орудий с картузным заряжанием ещё и каморы), из-за которого падает начальная скорость снаряда вследствие прорыва части пороховых газов между снарядом и стенками канала ствола орудия. Знание отклонения скорости от номинальной позволяет компенсировать недолёт изменением угла возвышения или мощности метательного заряда. Поэтому баллистическая станция является положенным по штату измерительным оборудованием артиллерийского дивизиона или даже батареи.